# Anapel
Anapel es la diosa de la reencarnación y el nacimiento, adorada por el pueblo Koryak de Siberia. Su nombre significa "abuelita" en el idioma Koryak. Era adorada en las ceremonias tras el nacimiento de un nuevo hijo.